# Gaspar de Zúñiga y Avellaneda
Gaspar de Zúñiga y Avellaneda (Cáceres, 1507 – Jaén, 2 gennaio 1571) è stato un cardinale e arcivescovo cattolico spagnolo.

## Biografia
Nacque nel 1507. Fu professore di teologia presso l'Università di Salamanca dal 1547 al 1550. In quello stesso anno fu nominato vescovo di Segovia. Partecipò alle ultime due sessioni del concilio di Trento. Nel 1558 divenne arcivescovo di Santiago di Compostela e nel 1569 arcivescovo di Siviglia.
Papa Pio V lo elevò al rango di cardinale nel concistoro del 17 maggio 1570.
Morì il 2 gennaio 1571 e la sua salma riposa nella cappella di Nuestra Señora della cattedrale di Siviglia.

## Successione apostolica
La successione apostolica è:
- Vescovo Melchor Cano, O.P. (1553)
- Vescovo Fernando de Tricio Arenzana (1565)
- Vescovo Pedro de la Peña, O.P. (1565)